# Fernando De Lucia
Fernando De Lucia (Napoli, 11 ottobre 1860 – Napoli, 21 febbraio 1925) è stato un tenore italiano.

## Biografia
Entrò giovanissimo nel conservatorio di San Pietro a Majella, nella sua città, per studiare il fagotto, il contrabbasso e, successivamente, il canto. Dopo un intenso lavoro con i maestri Beniamino Carelli e Vincenzo Lombardi, debuttò al Teatro San Carlo di Napoli il 5 marzo 1885, nel Faust di Gounod. La notorietà raggiunta gli procurò subito un contratto per il Teatro Comunale di Bologna e per la Pergola di Firenze, dove ottenne grande successo nel 1886, con la Mignon di Thomas e con la Carmen di Bizet.
Nel 1890 andò in tournée in Argentina, dove fu raggiunto dalle notizie sui successi travolgenti della Cavalleria rusticana, la prima opera del giovane compositore Pietro Mascagni, con la quale, al suo ritorno in Italia, si presentò al pubblico del San Carlo con esito trionfale. Il 30 ottobre 1891, al Teatro Costanzi di Roma, creò il ruolo titolo de L'amico Fritz di Mascagni, al quale seguirono I Rantzau alla Pergola di Firenze il 10 novembre 1892, Silvano alla Scala di Milano il 25 maggio 1895 e l'Iris al Teatro Costanzi di Roma il 22 novembre 1898.
L'11 dicembre 1893 De Lucia debuttò al Metropolitan di New York con i Pagliacci di Leoncavallo, al fianco di Nellie Melba e di Mario Ancona, e il 15 marzo 1897 tornò alla Scala per una lunghissima serie di rappresentazioni de La bohème di Puccini, con i soprani Angelica Pandolfini e Camilla Pasini, e sotto la direzione di Leopoldo Mugnone. Tuttavia, la conversione stilistica costò a De Lucia un prematuro decadimento delle qualità vocali; infatti, per tutto l'inizio del XX secolo, dopo numerosi successi, il tenore iniziò drasticamente a diminuire i suoi impegni. Nel 1917, dopo essersi esibito per l'ultima volta nella sua Napoli ne L'amico Fritz di Mascagni, decise di chiudere la sua carriera.
Il 4 agosto 1921, nella Basilica di San Francesco di Paola, ai funerali di Enrico Caruso, De Lucia cantò il Pietà, Signore di Niedermeyer (fu prima interpellata Luisa Tetrazzini, ma la Chiesa vietò l'esibizione di una donna). Nel 1922 apparì per l'ultima volta in pubblico, nel corso di un concerto di beneficenza, dopodiché si diede all'insegnamento, prima al Conservatorio di San Pietro a Majella e poi privatamente, avendo tra i suoi allievi Gianna Pederzini e Georges Thill.

## Repertorio
| Ruolo                 | Titolo                  | Autore      |
| --------------------- | ----------------------- | ----------- |
| Fra Diavolo           | Fra Diavolo             | Auber       |
| Elvino                | La sonnambula           | Bellini     |
| Nadir                 | I pescatori di perle    | Bizet       |
| Don José              | Carmen                  | Bizet       |
| Faust                 | Mefistofele             | Boito       |
| Nemorino              | L'elisir d'amore        | Donizetti   |
| Gennaro               | Lucrezia Borgia         | Donizetti   |
| Edgardo di Ravenswood | Lucia di Lammermoor     | Donizetti   |
| Loris Ipanov          | Fedora                  | Giordano    |
| Giorgio               | Marcella                | Giordano    |
| Faust                 | Faust                   | Gounod      |
| Romeo Montecchi       | Romeo e Giulietta       | Gounod      |
| Eléazar               | L'ebrea                 | Halévy      |
| Canio                 | Pagliacci               | Leoncavallo |
| Turiddu               | Cavalleria rusticana    | Mascagni    |
| Fritz Kobus           | L'amico Fritz           | Mascagni    |
| Giorgio               | I Rantzau               | Mascagni    |
| Guglielmo Ratcliff    | Guglielmo Ratcliff      | Mascagni    |
| Silvano               | Silvano                 | Mascagni    |
| Osaka                 | Iris                    | Mascagni    |
| Araquil               | La Navarraise           | Massenet    |
| Corentin              | Dinorah                 | Meyerbeer   |
| Danilowič             | La stella del Nord      | Meyerbeer   |
| Don Ottavio           | Don Giovanni            | Mozart      |
| Enzo Grimaldo         | La Gioconda             | Ponchielli  |
| Rodolfo               | La bohème               | Puccini     |
| Conte d'Almaviva      | Il barbiere di Siviglia | Rossini     |
| Idreno                | Semiramide              | Rossini     |
| Wilhelm Meister       | Mignon                  | Thomas      |
| Duca di Mantova       | Rigoletto               | Verdi       |
| Alfredo Gérmont       | La traviata             | Verdi       |
| Fenton                | Falstaff                | Verdi       |